# Філія (Румунія)
Філія (рум. Filia) — село у повіті Ковасна в Румунії. Входить до складу комуни Бредуц.
Село розташоване на відстані 193 км на північ від Бухареста, 33 км на північ від Сфинту-Георге, 54 км на північ від Брашова.

## Населення
За даними перепису населення 2002 року у селі проживали 1240 осіб, з них 1235 осіб (99,6%) угорців. Рідною мовою 1237 осіб (99,8%) назвали угорську.